# ريبيكا رومين
ريبيكا رومين (بالهولندية: Rebecca Romijn)‏ هي عارضة أزياء سابقة وممثلة أمريكية (من مواليد 6 نوفمبر 1972 في بيركيلي، كاليفورنيا، الولايات المتحدة).
أشهر أدوارها كان مستيك في أفلام X-Men، ودورها بشخصية ألكسيس ميد في البرنامج الناجح، بيتي القبيحة ومؤخراً مثلت في حلقة "Betty Suarez Land" عندما غادرت إلى فرنسا.

## الحياة الشخصية
ولدت رومين في بيركلي، كاليفورنيا ووالدتها هي اليزابيث وهي مدرسة في كلية المجتمع . ووالدها ياب رومين وهو مصمم ديكور وصانع أثاث.
تزوجت جون ستاموس في عام 1998 وتطلقت منه عام 2005 وتزوجت مرة أخرى عام 2007 من جيري أوكونيل.

## الأعمال

### أفلام
- إكس-من: فيرست كلاس
- ذا بونيشر

### مسلسلات
- فريندز (مسلسل أمريكي) (الدور: شيريل)
- طلق الرصاص علي! (مسلسل)
- بيبر دينيس
- بيتي القبيحة
- تشاك [3]

## روابط خارجية
- ريبيكا رومين على موقع IMDb (الإنجليزية)
- ريبيكا رومين على موقع ميتاكريتيك (الإنجليزية)
- ريبيكا رومين على موقع روتن توميتوز (الإنجليزية)
- ريبيكا رومين على موقع ألو سيني (الفرنسية)
- ريبيكا رومين على موقع ميوزك برينز (الإنجليزية)
- ريبيكا رومين على موقع ميوزك برينز (الإنجليزية)
- ريبيكا رومين على موقع تيرنر كلاسيك موفيز (الإنجليزية)
- ريبيكا رومين على موقع أول موفي (الإنجليزية)
- ريبيكا رومين على موقع بوكس أوفيس موجو (الإنجليزية)
- ريبيكا رومين على موقع قاعدة بيانات الأفلام السويدية (السويدية)